# Claes Cronqvist
Claes Cronqvist als Spieler bei Landskrona BoIS

Link zum Bild

(Bitte Urheberrechte beachten)
Claes Cronqvist (* 15. Oktober 1944) ist ein schwedischer ehemaliger Fußballspieler, der mittlerweile als Trainer tätig ist.

## Werdegang
Cronqvist debütierte für Djurgårdens IF in der Allsvenskan. 1966 wurde er mit dem Klub schwedischer Meister. 1971 wechselte er zum Ligarivalen Landskrona BoIS, wo er 1972 mit der Mannschaft den schwedischen Landespokal durch einen 3:2-Erfolg nach Elfmeterschießen im Finale gegen IFK Norrköping holte. Mit sieben Platzverweisen hält er zusammen mit Mats Rubarth den Rekord in der Allsvenskan.
Cronqvist bestritt 16 Länderspiele für die schwedische Nationalmannschaft. Er nahm an den Weltmeisterschaften 1970 und 1974 teil.
Nach Ende seiner aktiven Laufbahn wechselte Cronqvist auf die Trainerbank. Er betreut zumeist niederklassige Vereine wie BK Fram oder Borstahusens BK, war aber in den 1980er Jahren auch bei seiner langjährigen Spielstation Landskrona BoIS tätig.
| Personendaten    | Personendaten                            |
| ---------------- | ---------------------------------------- |
| NAME             | Cronqvist, Claes                         |
| KURZBESCHREIBUNG | schwedischer Fußballspieler und -trainer |
| GEBURTSDATUM     | 15. Oktober 1944                         |